# Platycerota
Platycerota là một chi bướm đêm thuộc họ Geometridae.